# NejiLaw
株式会社NejiLaw（ねじろう）は、東京都港区港南に所在する日本の製造企業である。

## 概要
発明家であり技術者でもある道脇裕が、自身で発明した緩まないネジ「L/Rネジ」を製造販売する技術メーカーとして2009年に設立し、代表取締役社長を務める。「L/Rネジ」と、ナットを使わず完全締結するネジ「Zaloc」（ザロック）を主力製品とする。従来のねじ規格に相当するL/Rネジの規格体系「N規格」を広めることも目指す。
最高技術顧問を工学博士の大村泰三が務める。

## 受賞
- 東京都ベンチャー技術大賞[1]
- 2011年度グッドデザイン賞金賞[2]

## 沿革
- 2007年09月 - L/Rネジ第1号試作品完成
- 2008年02月 - 基本特許出願、国際特許出願139カ国
- 2009年
  - 07月 - 株式会社NejiLaw設立
  - 12月 - 本社所在地移転（東京都杉並区から西東京市へ）
- 2010年07月 - 本格的な研究開発に当たり仮ラボを東京都練馬区に設置
- 2011年
  - 01月 - 基本技術の日本国における特許取得（特許第4663813号）
  - 02月 - ナット技術の特許出願
  - 06月 - L/Rネジ山の基本形状の意匠登録（意匠登録第1418901号）
  - 08月 - L/Rボルト転造加工技術の特許出願、方向指示性ナット構造の特許出願
  - 10月 - 本格的な量産技術開発に当たり本社（西東京市）と仮ラボ（練馬区）を統合し、東京都江東区の東京都立産業技術研究センター製品開発支援ラボに移転
- 2012年
  - 02月 - 独自開発のNAS式衝撃振動試験装置が完成
  - 03月 - ドイツにおける国際ワイヤー産業展「WIRE Dusseldorf（ドイツ語版）」にオーエスジー株式会社と共同出展。基本技術の韓国における特許取得（特許第10-1128597号）。
  - 04月 - 株式会社IHIインフラシステムとの共同開発により、ネジ緩み試験用の防音防振試験室が完成
  - 06月 - 第26回インターフェックスジャパン 医薬品・化粧品・洗剤研究開発・製造技術国際展に日曹エンジニアリング株式会社と共同出展
- 2016年10月 - 金属加工製品流通商社の井上特殊鋼との業務提携契約を締結